# 雷允
23°53′35″N 97°38′13″E / 23.89313°N 97.63707°E

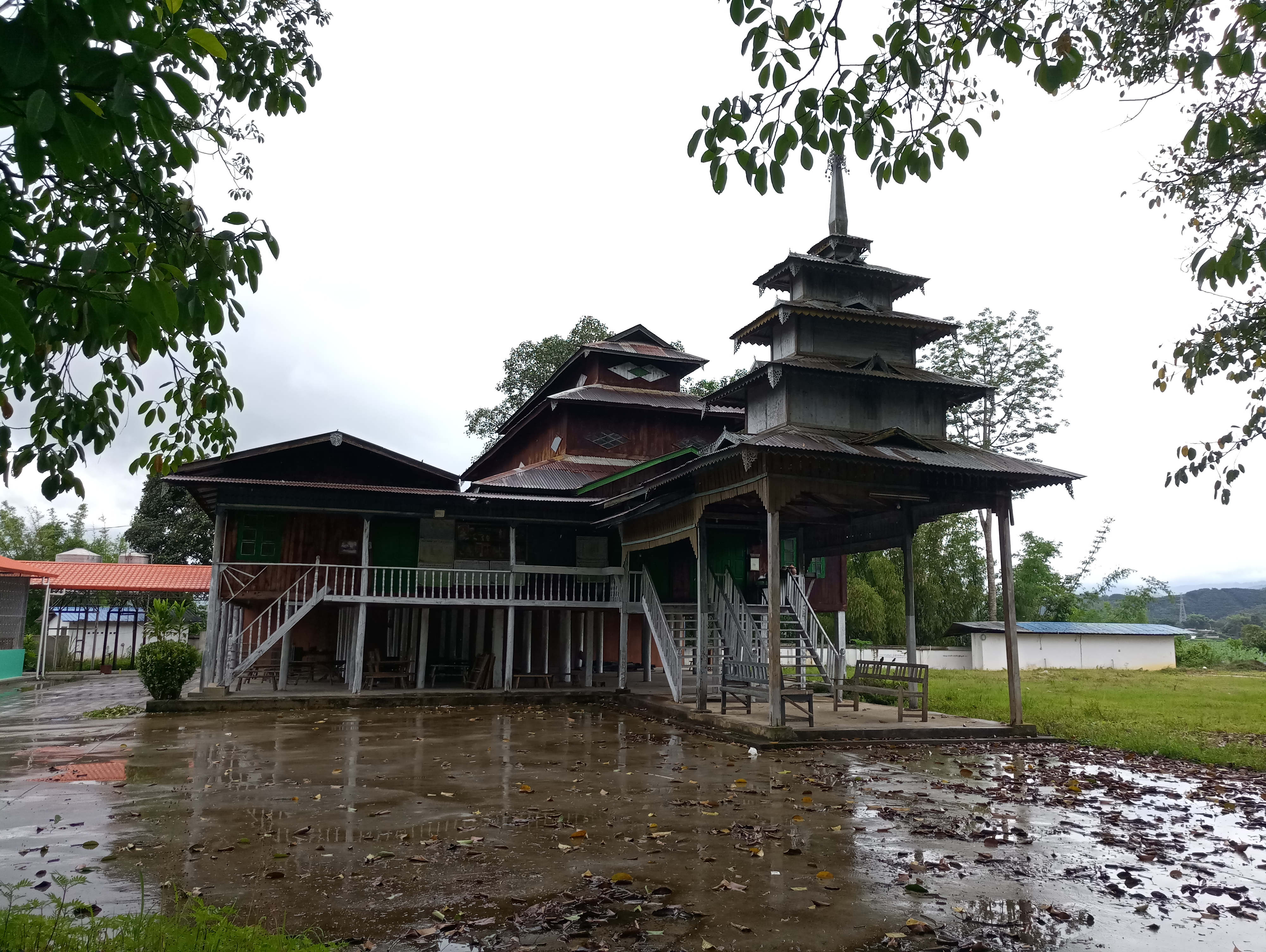
雷允村奘房

雷允（ᥢᥣᥭ ᥝᥥᥒᥰ），是中华人民共和国云南省德宏州瑞丽市弄岛镇下辖的一个行政村，地处中缅交界处。

## 沿革
雷允为傣语，为“山城堡”意，传说中为勐卯果占璧王国的召武定城池，现考古发现有护城壕沟、王宫遗址、喃贺伦王后墓、铲人头坪等。民国初期是仅有10户人家的傣寨。1938年，中央飞机制造厂从杭州笕桥搬迁至雷允。1942年，从缅甸入侵的日军抵达瑞丽附近，飞机场被迫迁徙、工人被迫摧毁厂房。1959年6月4日，边防四团副政委傅文山以瑞丽驻军少校指挥员傅育华名义，邀请缅军事警察第11营营长拉松瑶少校在雷允进行会晤，史称“雷允会晤”。

## 相关
- 雷允飞机制造厂